# Règles de Goldschmidt
 (mars 2023).
Si vous disposez d'ouvrages ou d'articles de référence ou si vous connaissez des sites web de qualité traitant du thème abordé ici, merci de compléter l'article en donnant les références utiles à sa vérifiabilité et en les liant à la section « Notes et références ».
Les règles de Goldschmidt sont les règles empiriques introduites par le chimiste Victor Goldschmidt en 1925-1926 pour préciser les substitutions d'ions qui peuvent se produire dans un édifice cristallin. Elles reposent sur le principe qui veut que l'ion préférentiellement incorporé dans une structure est celui qui confère la plus grande stabilité.

## Les règles

### Première règle
Pour que deux ions puissent se remplacer l'un l'autre dans un cristal, leurs rayons ioniques ne doivent par différer de plus de 15 %. De 15 % à 30 %, la substitution peut se faire mais elle est partielle.

### Deuxième règle
Les ions dont les charges diffèrent d'une unité, se substituent facilement s'il y a un couple de remplacement pour assurer l'équilibre électrique (ex. Ca2+, Al3+ versus Na+ Si4+). Si la différence de charge est supérieure à une unité, la substitution est plus difficile.

### Troisième règle
Quand deux ions peuvent occuper la même position, l’ion dont la force de liaison est la plus importante forme une liaison plus forte avec les anions environnants.

### Quatrième règle
Introduite par Ringwood en 1955, la quatrième règle affirme que la substitution peut être difficile même si les critères de rayon ionique et charge sont satisfaits, mais que les ions en concurrence ont des électronégativités différentes et forment des liaisons avec un caractère ionique différent. 
Exemple. Cu+ devrait se substituer facilement au Na+ dans les minéraux de sodium, mais en fait on n'observe pas cette substitution à cause de la différence d'électronégativité (cuivre = 1,9, sodium = 0,93).

## Classification des substitutions
(Concerne uniquement la façon dont les éléments traces ( < 1 %) se distribuent dans la structure cristalline en remplaçant l'élément majeur.)
On classe les substitutions en trois types ([N] signifie nombre de coordination N) : 
1. Camouflage : l'élément minoritaire a la même charge et un rayon ionique proche de l'élément qu'il va remplacer. Exemple. [6]Hf4+ (0,85 Å) remplace fréquemment [6]Zr4+ (0,86 Å) dans le minéral zircon, ZrSiO4. L'hafnium ne forme pas de minéraux spécifiques, car son abondance est seulement  de 1 % à 3 % de celle du Zr. Ga3+ ([6] : 0,61 Å ; [8] : 0,76 Å) remplace fréquemment Al3+ ([6] : 0,53 Å ; [8] : 0,675 Å) par exemple dans les micas.
2. Capture : un élément entre préférentiellement dans un cristal, car sa force de liaison est plus importante que celle de l'élément majeur. L'élément minoritaire a un rayon ionique proche mais une charge supérieure ou la même charge avec un rayon ionique inférieur. Exemple. Ba2+ ([6] : 1,49 Å ; [8] : 1,56 Å) et Sr2+ ([6] : 1,32 Å ; [8] : 1,40 Å) peuvent remplacer K+ ([6] : 1,52 Å ; [8] : 1,65 Å) dans les feldspaths grâce à leurs forces de liaison. La substitution est couplée avec le remplacement de [4]Si4+ (0,40 Å) pour [4]Al3+ (0,53 Å), pour maintenir la neutralité électrique.
3. Admission : il s'agit de l'entrée d'un ion étranger qui a une force de liaison moins importante que l'ion majeur ; l'élément minoritaire a un rayon ionique proche mais une charge inférieure ou la même charge avec un rayon ionique supérieur. Exemple. La force de liaison  de Rb+ ([6] : 1,66 Å ; [8] : 1,75 Å) est plus faible de celle de K+ ([6] : 1,52 Å ; [8] : 1,65 Å), mais peut le remplacer dans les feldspaths. En revanche, la substitution est plus difficile si l'ion à remplacer est Na+ ([6] : 1,16 Å ; [8] : 1,32 Å) à cause de la différence plus importante des rayons ioniques. De même, Sr2+ ([6] : 1,32 Å ; [8] : 1,40 Å) peut facilement remplacer Ca2+ ([6] : 1,14 Å ; [8] : 1,26 Å), mais non pas Mg2+ ([4] : 0,71 Å ; [6] : 0,86 Å ; [8] : 1,03 Å).